# Mike Zàgora
Miquel Zaragozà Rodríguez (18-5-1979 Capellades, Barcelona), más conocido por su nombre artístico Mike Zàgora, es un guitarrista, compositor, escritor, profesor y director de la escuela de música RockSchool Barcelona.

## Biografía
Mike Zàgora proviene de una familia de tradición musical. Su padre tocaba la guitarra y formaba parte de la banda "VISACOS”. Su hermano, Tomas Zaragozà, fue quien a los 13 años lo instruyó a tocar la guitarra bajo las influencias de Led Zeppelin, Pink Floyd, Deep Purple, Jimi Hendrix, Rory Gallagher, Stevie Ray Vaughan... y fue él mismo quien le trajo a los 16 años el disco Odyssey de Yngwie Malmsteen, hecho que le ayudó a descubrir toda la parte del virtuosismo y el metal que influenciaría enormemente su carrera musical.
Años después, a raíz de la Exposición Universal de Sevilla de 1992, se retransmite en todo el mundo conciertos de guitarristas donde vio por primera vez a guitarristas de la talla de Steve Vai, Joe Satriani y Nuno Bettencourt y desde ese momento se dedica plenamente a tocar como ellos.
Desde joven ya fue considerado uno de los mejores guitarristas a nivel estatal y con el tiempo ha sido reconocido como uno de los profesores y guitarristas más influyentes ya sea por sus actuaciones en directo, sus numerosas masterclass a nivel nacional, videos en YouTube y también por ser el creador del reconocido "Mike Zàgora guitar camp".
Después de tocar con varias bandas y practicar y aprender de manera autodidacta le conceden una beca para cursar los estudios en la prestigiosa universidad Berklee College of Music (Boston, U.S.A) siendo uno de los pocos guitarristas que le conceden la beca con tan solo 19 años.
Durante los años 2002-2004 cursa sus estudios en la Universidad Berklee College of Music, donde se forma como Music Performance y aprende de profesores de reputada fama como Jon Finn, Joe Stump, John Petrucci y Dave Fiuzinki, entre otros.
Después de impartir clases desde 2008 bajo el nombre Heavy Rock School, alquilando las aulas en una escuela de primaria, en 2016 finalmente abre la escuela RockSchool Barcelona de la cual es director e imparte clases.
En el año 2011 el F.C. Barcelona lo contrata para tocar en el espectáculo de ganadores de la liga de baloncesto en el Palau Blaugrana.

En 2012 organiza el primer Guitar Camp, llamado "Portavella Guitar Camp" por el nombre de la primera casa rural donde se realizaba. Años después el campamento cambia de ubicación y pasa a llamarse "Mike Zagora Guitar Camp". Hasta la fecha han pasado guitarristas de la talla de Guthrie Govan, Mattias Eklundh, Tom Quayle, Jack Gardiner, Pablo Garcia, David Palau y Tony Martinez, entre muchos otros.
En el año 2015 es alumno del legendario guitarrista Steve Vai en una masterclass impartida en Barcelona y es escogido por el mismísimo Vai para que tocar con él en un duelo de guitarras.

En el año 2019 para la celebración del Mobile World Congress de Barcelona, la marca Huawei le ofrece la posibilidad de dirigir a 100 músicos encima de un escenario a la vez para interpretar la canción Don't stop believin' de la banda Journey, junto al actor Ian Virgo como cantante solista.
Mike Zàgora ha escrito la trilogía de libros "Técnicas de este planeta para guitarristas vol. I", "Técnicas universales para guitarristas vol. II" y "Técnicas marcianas para guitarristas vol III “, donde expone teoría y técnica para guitarristas de nivel medio/avanzado.
Mike sigue girando por toda la península impartiendo sus masterclass en escuelas y pabellones, dando su reconocida masterclass que va de 4h a 8h donde explica todo tipo de recursos para guitarristas.

## Equipo
Aunque utiliza varias marcas de guitarra, es endorser de las guitarras WEISSE HÚGEL Archivado el 22 de febrero de 2020 en Wayback Machine. y GASTANADUY GUITARS Archivado el 22 de febrero de 2020 en Wayback Machine., guitarras de alta gama donde tiene sus propios modelos: Mike Zagora Weisse Hugel Koralle y Mike Zagora Gaudir respectivamente.

## Estilo musical
Aunque Mike es un guitarrista versátil, y se le puede ver tocando infinidad de estilos como el Blues, Funk o Jazz, es el Rock y el Metal su estilo principal, y especialmente llevado a su lado más progresivo, donde deja volar su imaginación mezclando todo tipo de estilos y técnicas.

## Curiosidades
Su primera guitarra clásica se la regala su padre a los 13 años. Arregló una guitarra que encontraron en la basura con cola para que las maderas se juntaran, poniéndole unas cuerdas nuevas y al cabo de un tiempo le puso cuerdas de guitarra eléctrica y una pastilla para ser una guitarra amplificada.
Entre sus hobbies se encuentra el estudio de la mecánica y la física cuántica, la astronomía, así como el mundo de la conspiración.